# Vernet
|  | Per a altres significats, vegeu «Vernet (desambiguació)». |

Vernet ([bɘɾ'nɛt], en francès Vernet-les-Bains o Barnette-les-Bains) és una municipi de la comarca del Conflent, a la Catalunya del Nord.

## Etimologia
Coromines explica l'origen de Vernet en el nom comú vern, amb un sentit col·lectiu, igual que verneda: Bosc o arbreda de verns.

## Geografia

### Localització i característiques generals del terme

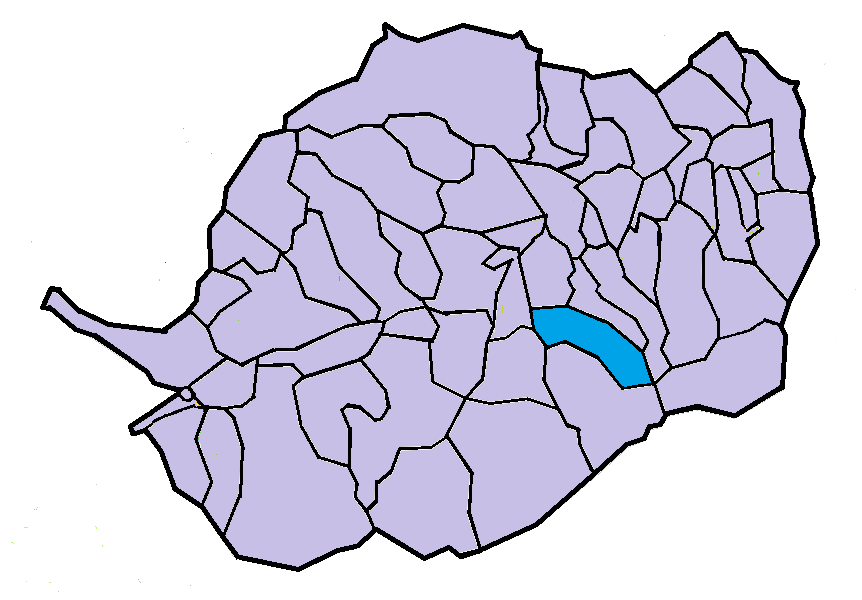
Situació de la comuna de Vernet en el Conflent

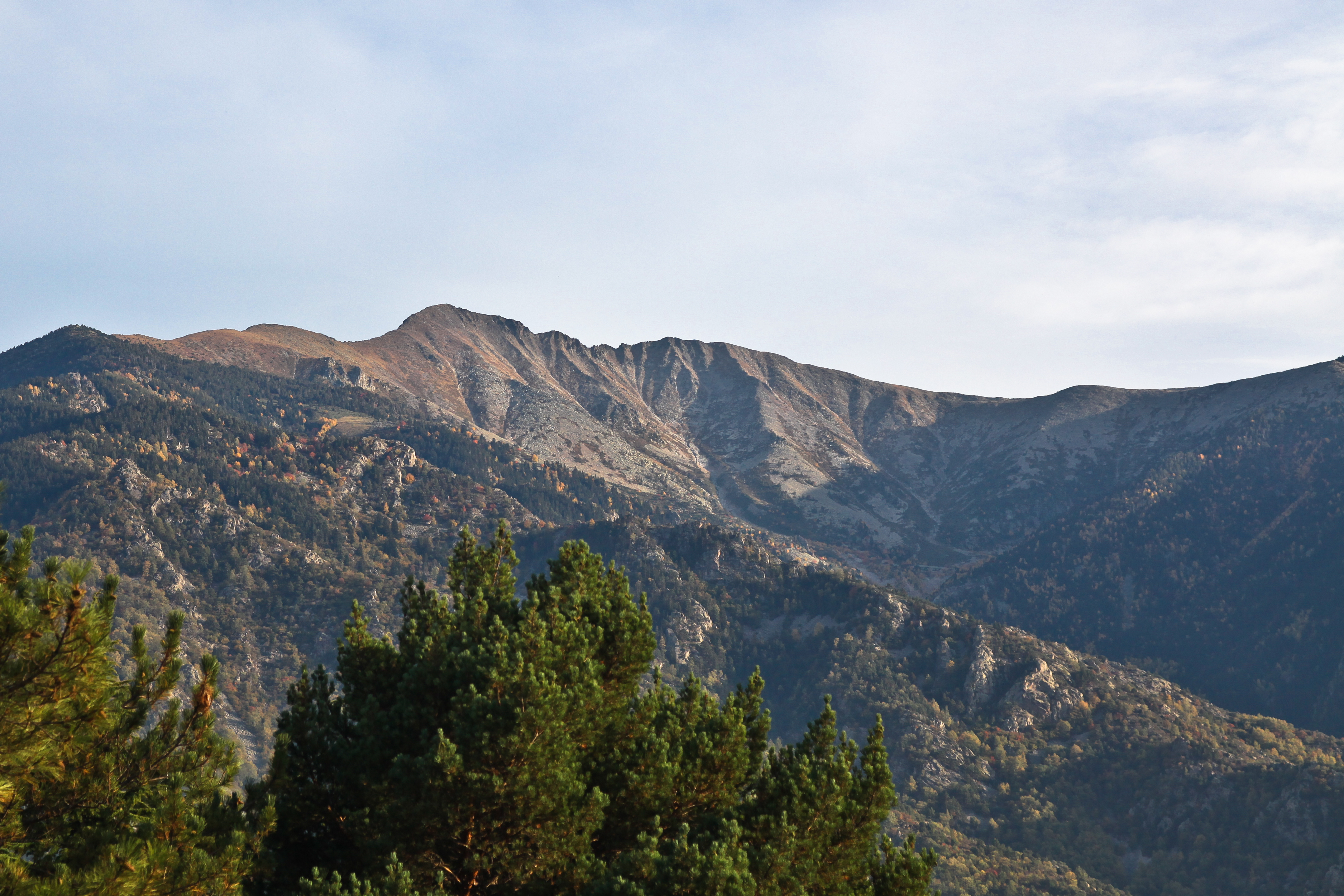
El Canigó i les muntanyes de l'extrem sud-est del terme de Vernet

El terme comunal de Vernet, de 167.600 hectàrees d'extensió, és situat en els contraforts septentrionals del Massís del Canigó, just al sud-est del centre de la comarca del Conflent. Comprèn gairebé tota la vall del Cadí, afluent de la Tet, també anomenat Riu Major, i tota la vall del seu afluent de capçalera, el Sant Vicenç. El poble de Vernet és a la zona menys muntanyosa del terme, en el seu extrem nord-oest. La resta del terme, aproximadament les altres tres quartes parts, són la vall esmentada del Cadí i les altes carenes que emmarquen les dues valls esmentades.
El punt més elevat del terme és el Canigó (2.784 m), el cim del qual comparteix amb Taurinyà, situat a l'extrem sud-est del terme comunal. Entre les altes muntanyes que formen els límits del terme cap esmentar el Pic Jofre (2.362), el Quazemí (2.422), etc. El poble de Vernet és a 850 m alt.
Termes municipals limítrofs:
| Fullà                | Cornellà de Conflent | Fillols             |
| Cornellà de Conflent |                      |                     |
| Saorra               | Castell de Vernet    | Taurinyà /Vallmanya |

### El poble de Vernet

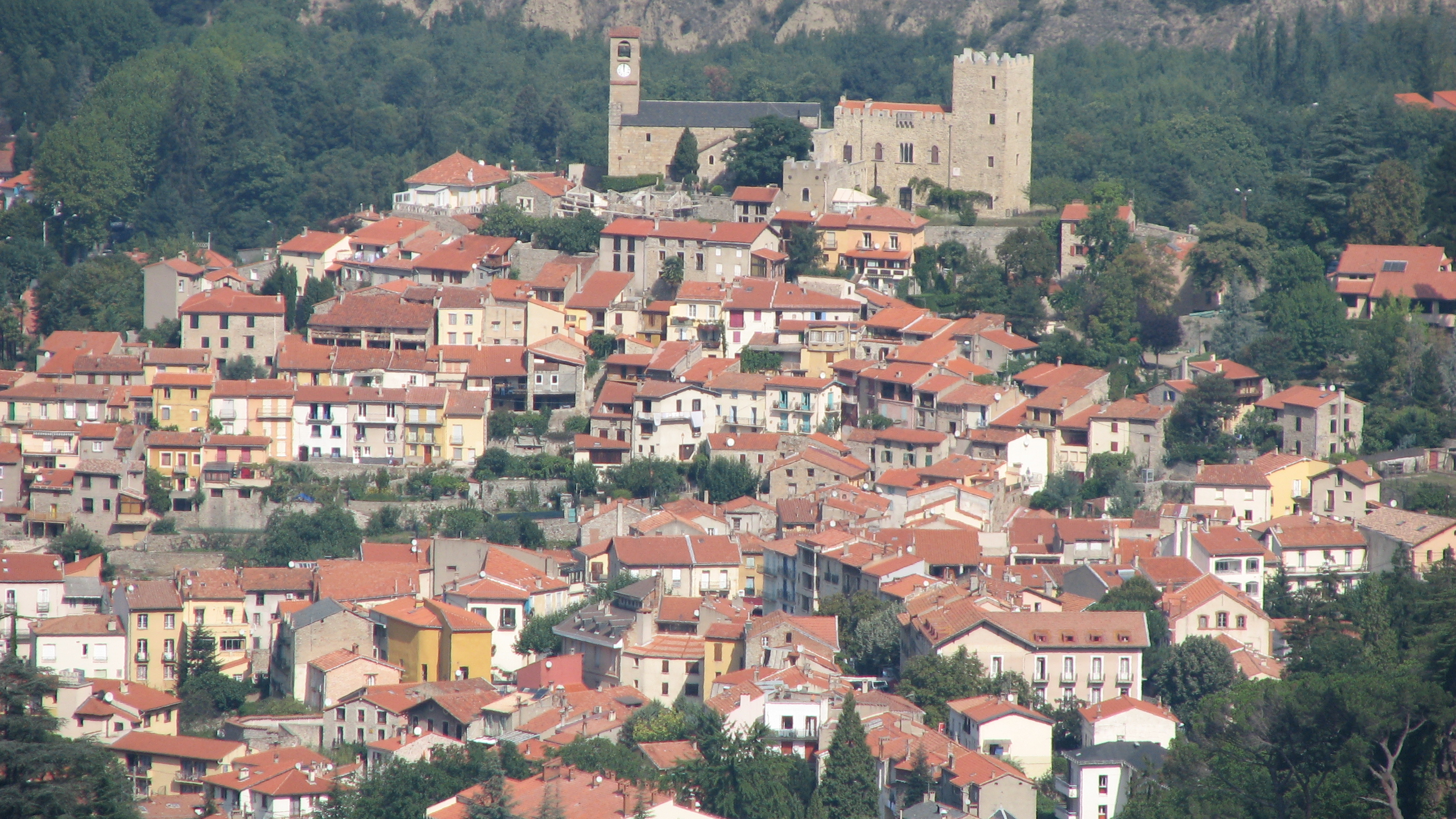
El poble vell des de la zona termal

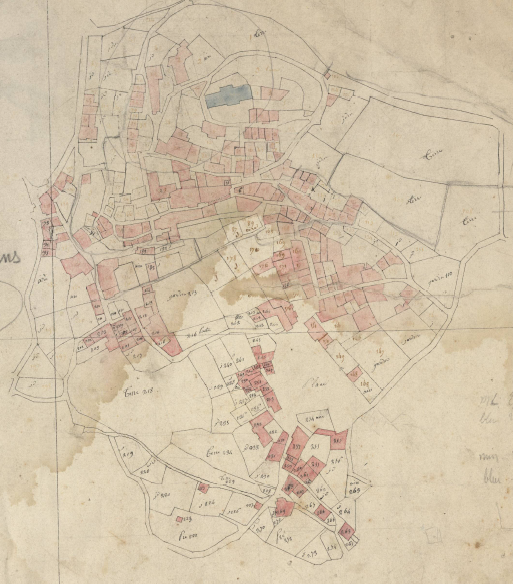
Vernet en el Cadastre napoleònic del 1812 (Arxius Departamentals dels Pirineus Orientals)

Situat majoritàriament a la dreta del Cadí, el poble vell de Vernet ha vist com les modernes ampliacions del poble s'han estès sobretot davant seu, a l'esquerra del riu. El poble vell és al cim d'un turó dominat pel Castell de Vernet i l'església parroquial de Sant Sadurní, antigament capella de Santa Maria del castell.
Com s'explica a l'apartat d'Història Contemporània, Vernet cresqué molt el segle xix a l'entorn de l'activitat dels balnearis i altres establiments associats.

### Campllong
L'antic lloc de Campllong era a prop i al sud-est del poble de Vernet, a la dreta de la Ribera de Sant Vicenç. Hi havia l'església, que en fou la parroquial, de Sant Vicenç de Campllong.

### Els masos del terme
A causa de la complexitat orogràfica del terme de Vernet, són poques les construccions aïllades que s'hi poden trobar. Tanmateix, s'hi compten Alta-riba, l'Abric o Cabana de la Castella, la Cabana de la Jaça del Pi, o de les Conques, el Cortal, abans Mas Jampí, el Cortal Calbet, el Cortal, abans Mas d'en Cassó, o Sicart, el Cortal d'en Maduixa, o de Brusi, els Forns, l'Hotel del Portugal, la Lleteria, abans Mas de Brusi. el Mas de l'Arengada, el Mas del Bauç, el Mas de l'Hereu, o d'en Parent, el Mas del Noi, o Mas Pagès, o Mas Bover, el Mas d'en Sicart i el Mas Maurí. Alguns són en ruïnes, com el Mas Capella i el Mas de Brusi, abans Mas Busan i el Mas de la Grava (del tot desaparegut), el Mas d'en Panxa, el vell Mas d'en Sicart, el Mas de Serra, abans Mas Porrà, i d'altres són ja noms antics, ara en desús, com el Cortal d'en Beneset, el Cortal d'en Busan, el Mas Capella, el Mas de Brusi, el Mas d'en Castellnou, el Mas d'en Sicart, el vell Mas Maurí, el desaparegut Molí, o Molí d'en Capella, el Molí de l'Averós. Cal destacar, a part, els ponts d'Angles, de les Termes i de Saorra, les ruïnes de les capelles de Sant Sadurní de Vilallonga, abans Cortal d'en Panxa, i de Sant Vicenç de Campllong, el Monument d'Henri Barbusse, el Refugi de Bonaigua i la Taula d'Orientació del Canigó.

### Hidrologia

#### Cursos naturals d'aigua
Formen el terme comunal de Vernet dues valls que s'uneixen al nord del poble de Vernet i que emmarquen la carena on es troba el poble: El Cadí i el Sant Vicenç. Totes dues formen part dels contraforts nord-occidentals del Canigó.
El Cadí entra en el terme de Vernet procedent del de Castell de Vernet just al sud de la Lleteria, i de seguida arriba a l'extrem sud del poble, deixant l'establiment termal, el museu, el casino i els barris nous, com el de Sant Sadurní a l'esquerra del curs d'aigua, i el poble de Vernet a la dreta. En aquest tram el Cadí segueix la direcció sud-est - nord-oest i rep per l'esquerra el Còrrec de la Penya, o de la Noguereda, amb el de les Manxes, el del Pla d'Amunt, el de Polig, el d'en Domingo i el del Bolès. Després d'un tram de riu bastant recte, amb un parell d'amples revolts, el Cadí arriba al límit del terme de Vernet a llevant del Càmping L'Aigua Viva, per tal d'entrar en el terme comunal de Cornellà de Conflent.
El Sant Vicenç es forma a l'Envolada, al costat sud de la Solana de la Castella, a sota i al nord-est del Quazemí, per la unió del Canal del Quazemí, el de la Y, el de l'Aigua i el Canal Gros, que hi aporta el de la Portella. Des d'aquell lloc davalla en un curs força sinuós cap al nord-oest i rep de seguida el Canal del Roc dels Isards per la dreta. Poc després, ara per l'esquerra, rep el Canal de la Jaça d'en Vernet i poc després, el dels Orriets. Més endavant rep per la dreta el Canal de la Castella, amb el del Pont d'Avi; després, per l'esquerra, el Canal de la Passera Cremada i, tot seguit, per la dreta, el Canal de Mesurat i el Canal Menter, amb el de Malaterra i el Còrrec de Bonaigua, o del Bac de Bonaigua, just després de passar el salt anomenat Forat de la Tomba. Passat aquest darrer es troba la Cascada dels Anglesos, moment en què arriba per l'esquerra el Canal del Clot de la Font, i, al cap de poc, es troba la Cascada de Sant Vicenç. Després hi arriba per la dreta el Canal d'en Jaques. Després d'un marca retomb, el Sant Vicenç emprèn un tram força recte, sempre cap al nord-oest: és el lloc on hi hagué el poble de Campllong, i encara hi romanen les restes de l'església de Sant Vicenç de Campllong, que donen nom al riu. Al final d'aquest tram rep per l'esquerra el Còrrec del Bac, anomenat Canal del Rabent en la seva part alta. Durant bona part del recorregut per Campllong, el Sant Vicenç desdobla el seu curs en dos braços. D'aquesta manera el Sant Vicenç arriba a l'extrem sud-est del nucli de Vernet. Durant tot el seu pas pel costat de llevant del poble, el riu discorre canalitzat per una zona urbanitzada, al final de la qual rep per la dreta el Còrrec de l'Astorg, o del Coll de Juell, de llarg recorregut i que hi aporta els còrrecs de l'Orri, amb el Canal del Cogulló a la seva part alta, de Sant Joan, del Clot de Xixo. Més al nord-oest, el Sant Vicenç passa pel costat de llevant del Càmping del Bosc i de seguida rep per la dreta el Còrrec del Solà. Poc després el riu surt del terme de Vernet al Prat dels Frares.

#### Recs
A la zona plana del terme, on hi ha -o hi havia- agricultura de regadiu, hi ha alguns cursos d'irrigació: la Canal, els recs de Caviac, de les Escomelles, de les Estrilles, del Molí, del Prat de Corona, del Roc de Grau, de Sant Joan, o de les Ruideres, de Sant Sadurní i de Vernet.

### Orografia
Una part dels topònims de Vernet fan referència a espais geogràfics o formes de relleu. Així, hi trobem obagues: El Bac, el Bac de Bonaigua, el Bac de les Estrilles, el Bac de Pont d'Avi; balços: Els Baus, o Baussos; boscs: El Bosc de la Vila, o Bosc Comunal de Vernet, el Bosc del Vernis, el Bosquet; bretxes: la Bretxa Durier; clotades: El Clot de Xixo; colls: Collada d'en Comes, Collada Llarga, Coll de Juell, Coll de la Jaça d'en Vernet, o Coll d'en Vernet, Coll de la Lloseta, o Coll de les Lloses, Coll de la Truja, Coll de les Cabres, Coll de les Manxes, Coll de les Vanes, Coll de Llavent, Coll de Quers (nom antic), Coll de Sant Eusebi, o Coll Nou, Coll de Saorra, o de Vernet, Collet Verd, Coll Vell, el Pas, el Pas de les Colobres, la Portella, la Portella de Baix, la Portella de Dalt; costes: la Costa, la Costa d'en Trauger (nom antic), la Costa de Polig; muntanyes: Pic Baix del Canigó, Pic de la Castella, Pic de la Jaça d'en Vernet, Pic Cogulló, Pic o Cap de l'Alzina, Pic de la Penya, Pic del Bosc de la Vila, Pic del Canigó, Pic del Coll de les Vanes, Pic Jofre, Puig de la Falguerosa, el Quazemí i el Quazemí de Dalt; serres i serrats: Serra de Bonaigua, Serra de Fullà, Serra de l'Alzina, Serra de Fillols, Serrat de l'Amorici (nom antic), Serrat de les Calberes, Serrat d'en Domingo, i solanes: El Solà, Solà del Coll de la Truja, abans Sota del Coll de la Truja, Solana de la Castella.

### El terme comunal
Les partides o indrets específics del terme de Vernet són l'Acordió, l'Altar dels Llops, l'Alzina, l'Artiga del Marc, els Banys, o Banys de Vernet, abans Aigües Caldes, Camí de Fillols, el Camp de la Balota, el Camp de la Creu, el Camp de l'Andreu, el Camp de l'Astorg, el Camp del Domingo, el Camp de les Barges, el Camp de les Estrilles, el Camp del Gorra, el Camp de l'Hereu, el Camp del Mas, el Camp del Mas Sicart, el Camp del Mener, el Camp del Salver, el Camp del Vernis, el Camp de Sant Sadurní, Campllong, Canals de Malaterra o, senzillament, Malaterra, la Cantina, el Cap del Roc, els Castanyers del Capella, Conca del Pic, les Conques, el Convent, abans Prat del Convent, els Cortalets, el Cremat, l'Envolada, l'Envolada de la Font Perduda, l'Era de l'Hereu, les Escomelles, les Esquerines, les Esquerinetes, les Estrilles, la Falguerosa, la Font de la Perdiu, la Font Vella, Forn Tauler, les Forrolles, l'Hort del Convent, la Jaça de Bonaigua, la Jaça de la Castella, la Jaça de l'Alemany, la Jaça del Pi, la Jaça d'en Vernet, el Jardí d'Hivern, les Maleses, el Maquis, el Mas del Noi, Mas Sicart, els Meners, abans les Meneres, els Meners (un altre), els Meners de l'Arnau, la Moixa, les Molleres, l'Orri, l'Orri de la Portella, els Orriets de Baix, el Parc del Casino, abans Mas de la Grava, la Passera Cremada, la Pausa, els Pelats, el Peu de la Penya, abans de la Peira, el Pi Sec, els Pixadors, el Pla d'Amunt, el Planer de les Conques, Polig, el Pont d'Angles, la Portella, Prat de Corona, abans Prats de la Corona, Prat de la Coma, abans del Cames, el Prat Gran, les Ribes, la Roca dels Isards, la Roca d'en Vidal, Roca Gotinera, Roc Comptador, o la Porta Forana, Roc de les Beçoses, Roc de les Guàrdies, Roc del Grau, les Roques d'en Vidal, Ruideres, Sant Joan, Sant Sadurní, Sant Vicenç, la Socarrada, la Torta, la Vernosa (n'hi ha dues), la Vinyassa i la Ximeneia.
Alguns són noms antics, ja en desús: Camí de Cornellà, el Camp de la Farga, el Camp del Botet, el Camp del Capcinès, el Camp del Castany, el Camp de l'Era, el Camp de l'Oficial, el Camp de l'Orri, el Camp del Pla, el Camp d'en Bou, el Camp de Noguers, el Campet, Camp Marí, la Colomina, la Creu, Darrere Castell, l'Eixida, les Fargues, la Feixa de l'Aucell, la Feixa del Foixeira, les Feixes dels Baus, les Feixes d'en Bernabè, les Feixes de Sant Sadurní, les Fontanes, el Forat d'en Tonès, l'Hort de l'Era, la Manada, Mas de Brusi, el Molí (dos de diferents), l'Oratori, el Pla, el Pont, el Pont de l'Oratori, el Pontet, Prat Barrat, Prat de l'Abat, Prat del Noi, Prat dels Frares, Prat de Sant Sadurní, Prats de l'Oró, la Querota, la Ribereta, la Riera, el Salver i la Vinyeta. N'hi ha que corresponen a senyals termenals, com la Castella, el Roc Blanc, el Roc de Santa Maria i el Roc d'Onze Hores.

## Transports i comunicacions

### Carreteres
Dues carreteres travessen el terme de Vernet; d'una banda, la D - 27 (Prada - N - 116, a Serdinyà), que uneix Vernet amb Fillols (2,1 quilòmetres), Taurinyà (4,7), Codalet (8,1) i Prada (8,8), cap a l'est, i amb Saorra (2,9), Aituà (5,1), Escaró (6,5), Joncet (9,1) i Serdinyà (10,3), cap a l'oest. És una carretera llarga i recargolada, perquè està recorrent tota l'estona els contraforts septentrionals del Massís del Canigó.
D'altra banda, hi ha la carretera D - 116 (Vilafranca de Conflent - Castell de Vernet), que uneix aquestes dues poblacions amb Cornellà de Conflent i Vernet entre elles. Vernet és a 5,3 quilòmetres de Vilafranca de Conflent, a 2,5 de Cornellà de Conflent i a 2,9 de Castell de Vernet.

### Transport públic col·lectiu
Vernet disposa de la línia 240/241 de transport públic Le bus à 1 €. Aquesta línia uneix Vernet amb Cornellà de Conflent (5 minuts), Vilafranca de Conflent (8), Rià (12), Prada (un quart d'hora) i Perpinyà (1 hora i 20 minuts) (directe entre les dues darreres poblacions) amb deu serveis diaris, dels quals dos tenen l'origen a Castell de Vernet i sis s'originen a les Termes de Vernet. A més quatre d'aquests serveis tenen el final o l'origen a Prada, on enllacen amb altres línies cap a Perpinyà. Circulen de dilluns a dissabte; diumenge i dies festius, sense servei.

### Els camins del terme
El terme de Vernet està solcat per nombrosos camins. Els interns del terme són el Camí de Bonaigua, o de la Muntanya de Vernet, el Camí de ferro dels Meners (antiga via fèrria de transport del material de les mines), el Camí de la Falguerosa, el de la Lleteria, el del Bosc de la Vila, el del Clot de Xixo, el de les Escomelles, el de les Esquerines, el de les Esquerinetes, el de les Estrilles, el del Mas Sicart, el del Pas de les Colobres, el del Pla d'Amunt, el del Pont d'Angles, el dels Meners, el del Solà, el de Sant Sadurní, el de Sant Vicenç i la Pista de Badabany. D'altres comuniquen Vernet amb els pobles i termes veïns: Camí de Fullà, Camí de Saorra, Camí Vell de Fillols, Ruta de Castell, Ruta de Fillols, Ruta de Saorra i Ruta de Vilafranca. A més, hi ha algunes rutes excursionistes rellevants: El Balcó del Canigó, GR - 10, abans Camí de la Muntanya de Castell a la Muntanya de Vernet, Camí dels Cortalets al Canigó i Camí de Marialles al Canigó.

## Activitats econòmiques
Dins el terme hi ha antigues mines de ferro, abandonades, i a l'oest, vora el terme de Saorra, una mina d'espat fluor. El turisme és, però, la font de riquesa més important, atret per la proximitat del Canigó (que està dins del terme) i, sobretot, per la tradició balneària, amb l'important Establiment Termals dels Banys de Vernet. Hi ha un nombre important de places hoteleres, a més de tres càmpings i diverses cases rurals. A part dels establiments purament hotelers, també hi ha diverses cases de repòs, residències d'avis, centres de reeducació motriu i funcional, residències militars, etc. També s'hi han desenvolupat activitats lligades al turisme, com l'equitació, el tennis o la natació. El moviment turístic ha fet que Vernet tingui agències d'entitats bancàries, força absents a molts pobles del Conflent.
L'activitat agrícola és poca: una trentena d'explotacions, que abracen una cinquantena d'hectàrees. S'hi cullen sobretot pomes, però també préssecs i peres, i hi ha una certa presència de vinya. Les pastures i farratges ocupen una vintena d'hectàrees, i la presència de bestiar és també minsa: una vintena de caps de boví i mitja dotzena d'oví. En el terme de Vernet hi ha nombrosos boscos, però en l'actualitat pertanyen quasi tots a reserves naturals, per la qual cosa a penes hi ha activitat d'explotació forestal.

## Història

### Edat mitjana
Vernetum (lloc plantat de verns, força abundants a la llera del Cadí i del Sant Vicenç) és documentat des del 863. Era propietat dels comtes de Cerdanya, però entre 1005 i 1007 el comte Guifré II de Cerdanya i la comtessa Guisla en donaren la possessió al monestir acabat de fundar de Sant Martí del Canigó, que en posseí la senyoria fins a la fi de l'Antic Règim. El terme aleshores comprenia el poble de Castell de Vernet, o, simplement, Castell, on hi havia el Castell Vell de Vernet, cosa que va motivar el nom del poble. Els esments del castell anteriors al segle xii fan referència a aquest castell vell. HI ha documentat en el terme un molí draper (1.110) i una farga (1.504).

### Edat Moderna
La història més recent de Vernet està lligada molt especialment a l'explotació de les fonts termals alcalines. Conegudes des d'antic, l'abat de Sant Martí del Canigó Pèire Poderós feu construir just a principis del segle xviii un hospital militar amb uns edificis annexos.

### Edat Contemporània

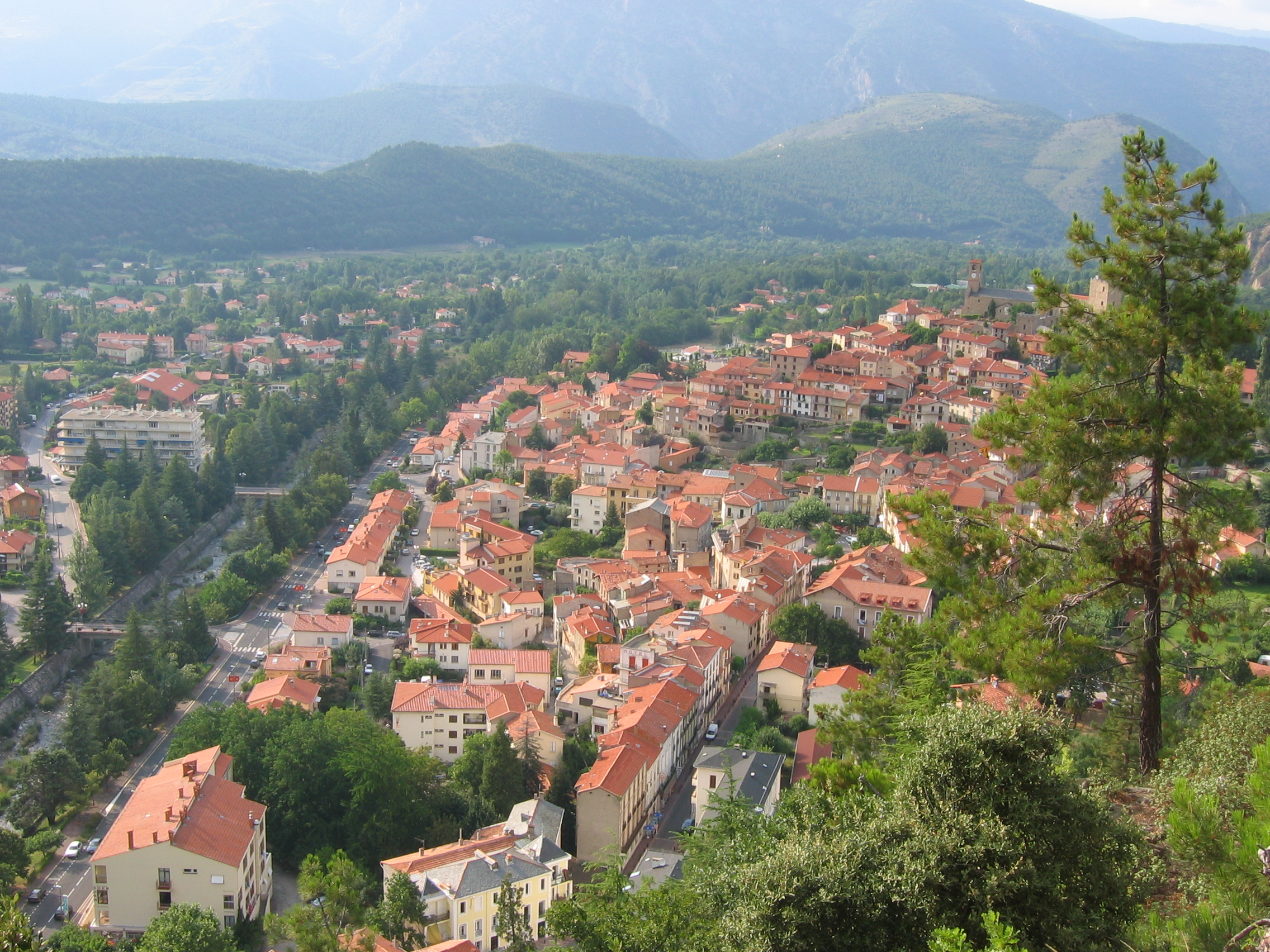
El Vernet creat durant el

Víctimes d'un incendi uns anys després, i secularitzat el monestir després de la Revolució Francesa, el 1788 el doctor Pere Barrera, de Perpinyà, reconstruí aquests edificis. El 1832 es creaven a la dreta del riu les Termes Mercader prop d'unes fonts d'aigües sulfuroses, i el 1834 foren dos antics comandants de la guarnició de Vilafranca de Conflent els qui adquiriren els edificis de l'antic hospital militar, a l'esquerra del Cadí, i hi crearen el que seria popularment conegut com les Termes dels Comandants. D'aleshores, i fins a la Primera Guerra Mundial, els establiments termals de Vernet adquiriren renom internacional, i foren moltes personalitats internacionals destacades les qui hi feren estades. És en aquesta etapa que es construïren hotels, el casino i nombroses vil·les. Vernet era conegut arreu com a centre curatiu de mals de gola i malalties reumàtiques. Després de la guerra del 1914-1918 Vernet experimentà una forta decadència, agreujada pels aiguats del 1940, i s'hi començà a posar remei després de la Segona Guerra Mundial, amb una forta activitat de restauració tant d'edificis com de l'activitat entorn de les termes de Vernet.

## Demografia

### Demografia antiga
La població està expressada en nombre de focs (f) o d'habitants (h)
| 78 f | 61 f | 20 f | 7 f | 17 f | 13 f | 21 f | 66 f | 71 f | 1.305 h | 138 f | 137 f |

### Demografia contemporània
| Evolució de la població |      |      |      |      |      |      |      |      |
| 1793                    | 1800 | 1806 | 1821 | 1831 | 1836 | 1841 | 1846 | 1851 |
| 940                     | 674  | 784  | 790  | 836  | 888  | 901  | 947  | 967  |

| 1856 | 1861 | 1866 | 1872 | 1876 | 1881  | 1886 | 1891  | 1896  |
| ---- | ---- | ---- | ---- | ---- | ----- | ---- | ----- | ----- |
| 992  | 876  | 835  | 862  | 920  | 1.082 | 911  | 1.104 | 1.112 |

| 1901  | 1906  | 1911  | 1921  | 1926  | 1931  | 1936  | 1946  | 1954  |
| ----- | ----- | ----- | ----- | ----- | ----- | ----- | ----- | ----- |
| 1.265 | 1.140 | 1.325 | 1.113 | 1.233 | 1.357 | 1.130 | 1.169 | 1.450 |

| 1962  | 1968  | 1975  | 1982  | 1990  | 1999  | 2004  | 2009  | 2014  |
| ----- | ----- | ----- | ----- | ----- | ----- | ----- | ----- | ----- |
| 1.293 | 1.229 | 1.310 | 1.325 | 1.489 | 1.440 | 1.483 | 1.432 | 1.344 |

| 2015  |
| ----- |
| 1.352 |

Fonts: Ldh/EHESS/Cassini fins al 1999, després INSEE a partir deL 2004

### Evolució de la població

Població 1962-2008

## Administració i política

### Batlles
| Alcalde              | Període                              |
| -------------------- | ------------------------------------ |
| Paul Rouby           | ? - Febrer del 1874                  |
| Gaudérique Jordy     | Febrer del 1874 - Octubre del 1876   |
| Jean Pons            | Octubre del 1876 - Octubre del 1877  |
| Gaudérique Jordy     | Octubre del 1877 - Desembre del 1877 |
| Joseph Bigorre, fill | Gener del 1878 - Gener del 1883      |
| Jean Jampy           | Febrer del 1883 - Maig del 1892      |
| Joseph P. Capeille   | Maig del 1892 - 1908                 |
| Joseph Mercader      | 1908 - 1931                          |
| Emmanuel Respaut     | 1931 - 1935                          |
| Jean-Robert Sanyas   | 1935 - 1939                          |
| Jacques Morer        | 1939 - 1941                          |
| Charles Armand       | 1941 - 1944                          |
| Jacques Morer        | 1944 - 1959                          |
| Claude Nogué         | 1959 - 1965                          |
| Roger Jalibert       | 1965 - 1971                          |
| Léopold Estienne     | 1971 - 1986                          |
| Roger Bobé           | 1986 - Març del 2001                 |
| Christian Payrou     | Març del 2001 - Març del 2008        |
| Brigitte Jalibert    | Març del 2008 - 2014                 |
| Henri Guitart        | 2014 - Moment actual                 |

### Legislatura 2014 - 2020

#### Batlle
- Henri Guitart.

#### Adjunts al batlle[11]
- 1r: Pierre Bousigue
- 2n: Jean-François Gatte
- 3a: Christine Hierrezuelo
- 4t: Georges Ciszek.

#### Consellers municipals
- Bruno Baratte
- Virginie Bonet
- Patrice Boudon
- Catherine Mach
- Marie-Josée Munoz
- Catherine Pontenx
- Jean Jack Noel
- Brigitte Jalibert
- Roger Clavere
- Étiennette Goze.

### Adscripció cantonal

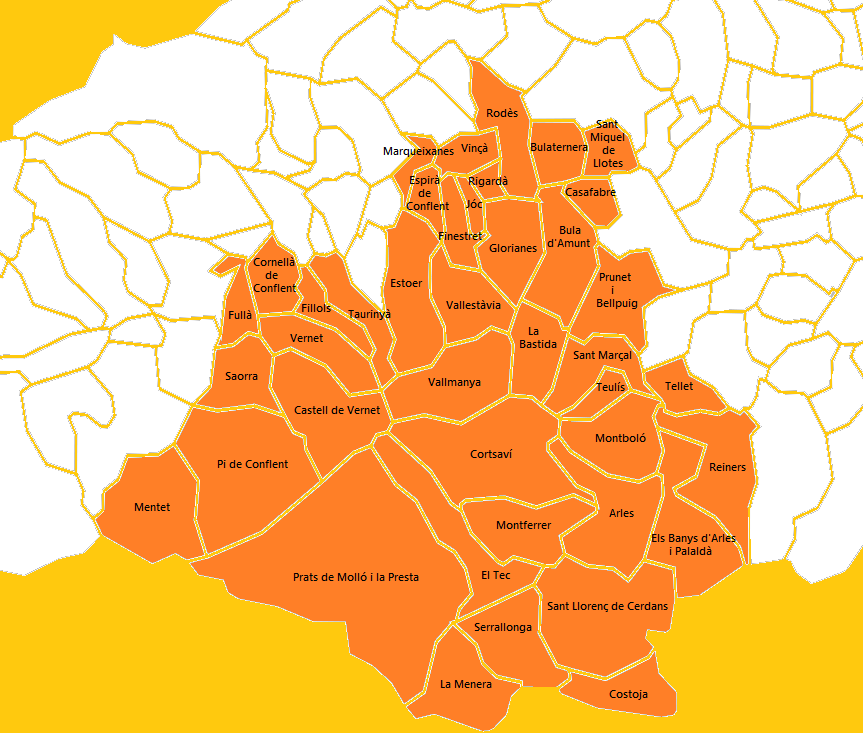
Mapa del Cantó del Canigó

A les eleccions cantonals del 2015 Vernet ha estat inclòs en el cantó número 2, denominat El Canigó, amb capitalitat al poble dels Banys d'Arles, de la comuna dels Banys i Palaldà. Està format per les viles d'Arles, Prats de Molló i la Presta, Sant Llorenç de Cerdans, del Vallespir, i Vinçà, del Conflent, i els pobles del Conflent de Castell de Vernet, Cornellà de Conflent, Espirà de Conflent, Estoer, Fillols, Finestret, Fullà, Glorianes, Jóc, Marqueixanes, Mentet, Pi de Conflent, Rigardà, Rodès, Saorra, Taurinyà, Vallestàvia, Vallmanya i Vernet, els del Rosselló de la Bastida, Bula d'Amunt, Bulaternera, Casafabre, Prunet i Bellpuig, Sant Marçal, Sant Miquel de Llotes, Tellet i Teulís, i els del Vallespir dels Banys i Palaldà, Cortsaví, Costoja, la Menera, Montboló, Montferrer, Reiners, Serrallonga i el Tec forma part del cantó número 2, del Canigó (nova agrupació de comunes fruit de la reestructuració cantonal feta amb motiu de les eleccions cantonals i departamentals del 2015). Són conselleres per aquest cantó Ségolène Neuville i Alexandre Reynal, tots dos del Partit Socialista francès.

### Serveis comunals mancomunats
Vernet forma part de la Comunitat de comunes de Conflent - Canigó, amb capitalitat a Prada, juntament amb Prada, Arboçols, Campome, Campossí, Canavelles, Castell de Vernet, Catllà, Clarà i Villerac, Codalet, Conat, Cornellà de Conflent, Escaró, Espirà de Conflent, Estoer, Eus, Finestret, Fillols, Fontpedrosa, Fullà, Jóc, Jújols, Marqueixanes, els Masos, Mentet, Molig, Mosset, Noedes, Nyer, Oleta i Èvol, Orbanyà, Orellà, Pi de Conflent, Rià i Cirac, Rigardà, Saorra, Serdinyà, Soanyes, Sornià, Tarerac, Taurinyà, Toès i Entrevalls, Trevillac, Vallestàvia, Vallmanya, Vilafranca de Conflent i Vinçà.

## Cultura
A Vernet hi ha una llar d'infants, Les petits lutins, gestionada per la Comunitat de Comunes Conflent Canigó, una escola maternal i una de primària, totes dues públiques, que acullen també els infants dels pobles veïns. Pel que fa a secundària, els joves i adolescents de Vernet poden assistir als col·legis d'Arles, Illa o Prada, i per al batxillerat, el liceu de Prada.

## Llocs i monuments

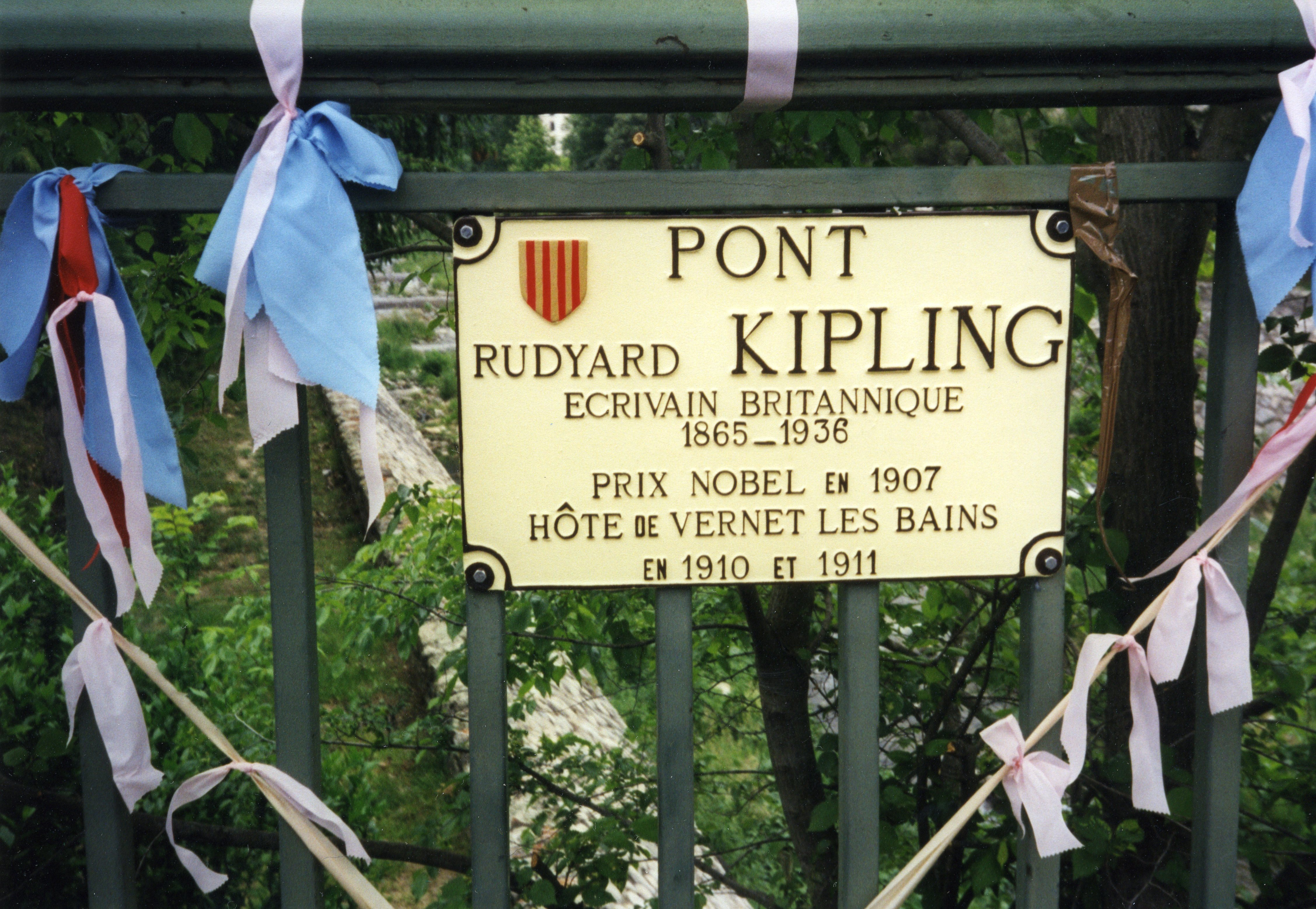

- El vell Vernet

## Personatges lligats a la comuna
- André Malraus
- Guy Serra
- Pascal Comalada
- Rudyard Kipling

## Curiositats

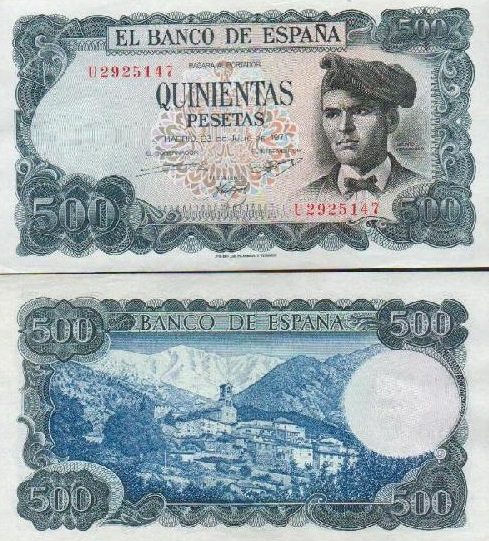
Bitllet de 500 pessetes de l'any 1971, amb Verdaguer a l'anvers i Vernet i el Canigó al revers

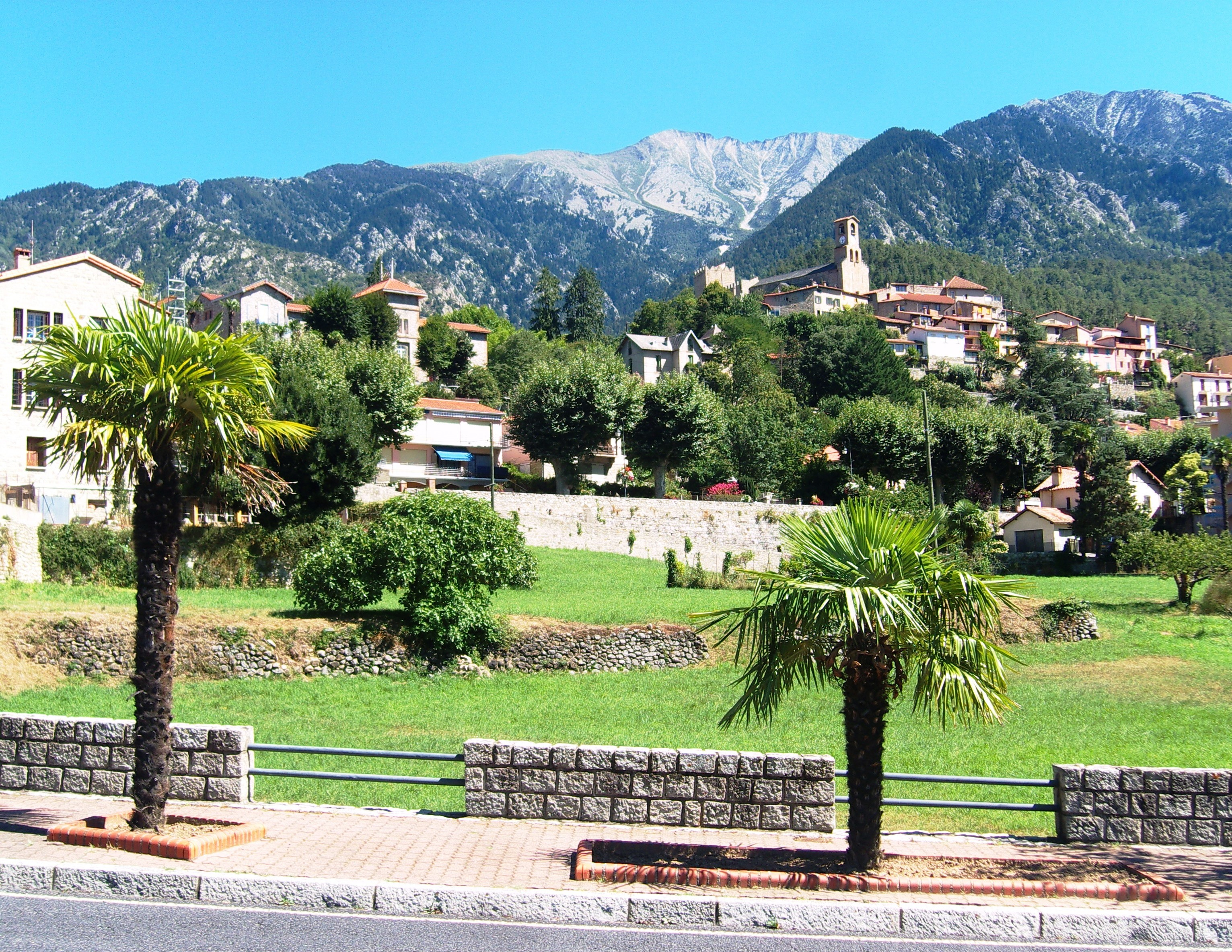
El mateix panorama actual

El poble de Vernet, amb el Canigó al fons, apareix en els bitllets de 500 pessetes dedicats a Verdaguer que va imprimir l'estat espanyol el 1971, per la vinculació de la muntanya amb el poeta.